# Fresque des boxeurs

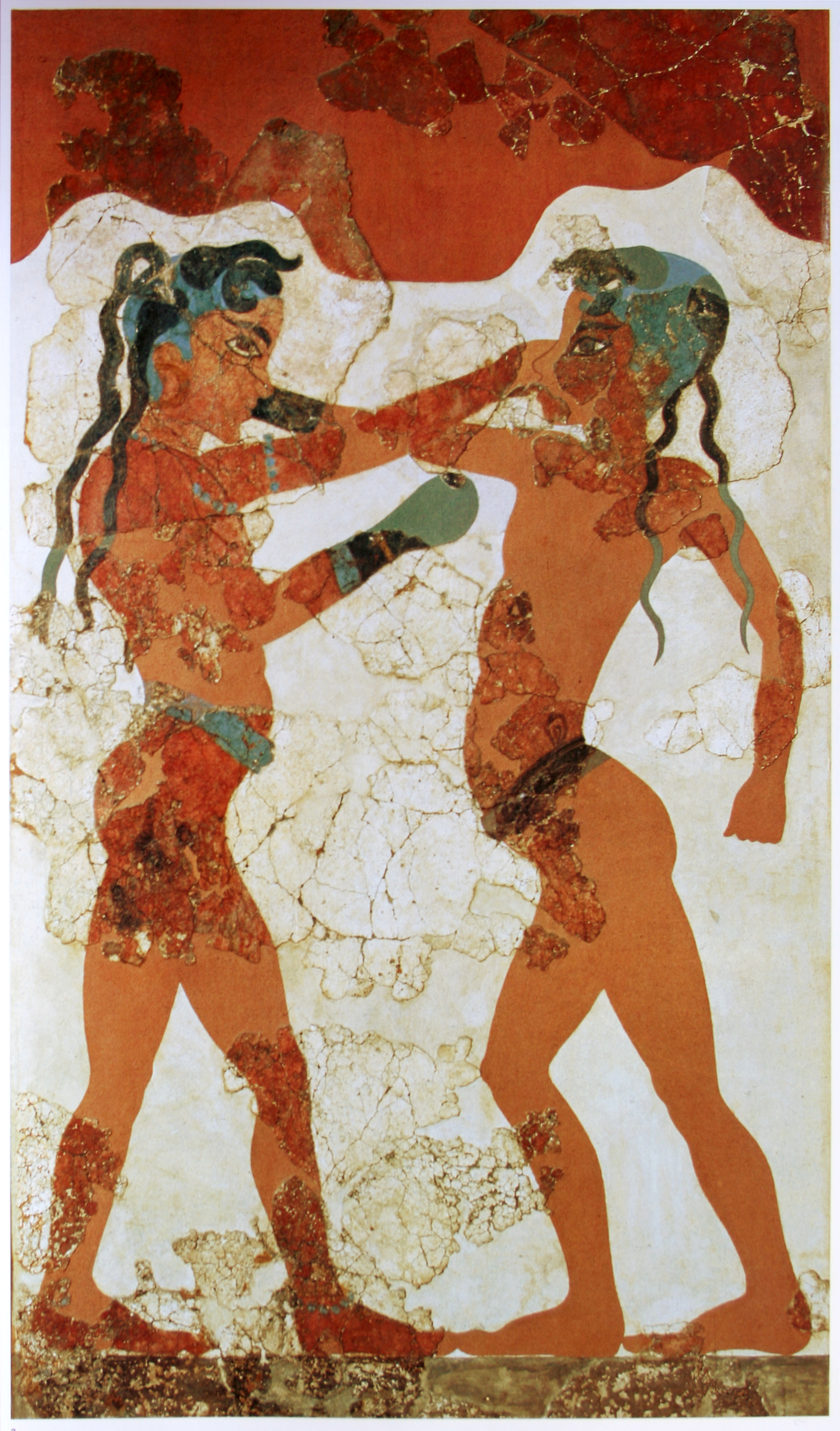
Fresque des boxeurs

La fresque des boxeurs ou fresque du pugilat est une peinture murale qui ornait le mur sud de la salle B1 du bâtiment B de la colonie préhistorique d'Akrotiri, sur l'île de Théra (Santorin). La fresque mesure 2,75 m de haut sur 0,94 m de large. Sur le mur ouest de la même pièce se trouvait la fresque des antilopes.
La fresque des boxeurs et celle des antilopes sont conservées au musée national archéologique d'Athènes.

## Description
La fresque des boxeurs mesure 2,75 × 0,94 m. Deux jeunes enfants, paraissant âgés de 6 à 8 ans, boxent ensemble. Les enfants ne portent que des ceintures. Les corps sont rendus en rouge. L'enfant de droite semble plus jeune que l'autre. L'enfant de gauche se pare d'un collier, d'un bracelet de pierres précieuses bleues, d'un bracelet de cheville et d'une boucle d'oreille en or. Chacun porte à la main droite un gant de boxe. Ils ont la tête rasée, à l’exception de deux grandes mèches dans le dos et de deux plus petites au-dessus du front.
Spyridon Marinatos avait d'abord pensé qu'ils portaient des sortes de casquettes bleues, mais par comparaison avec d'autres peintures murales, comme celle des cueilleuses de safran, on a supposé que c'était la tête rasée elle-même qui était représentée en bleu clair. La différence dans la parure des deux enfants a été interprétée comme une indication d'un statut social différent, mais il a aussi été suggéré que l'enfant de gauche pouvait être une fille. Le fond de la fresque est blanc et rouge, représentant probablement le ciel et la terre.
La fresque des jeunes boxeurs est conservée au Musée national archéologique d'Athènes (inv. 1974 26b).
- Fresques d'Akrotiri, édifice B, pièce B1

"Fresques
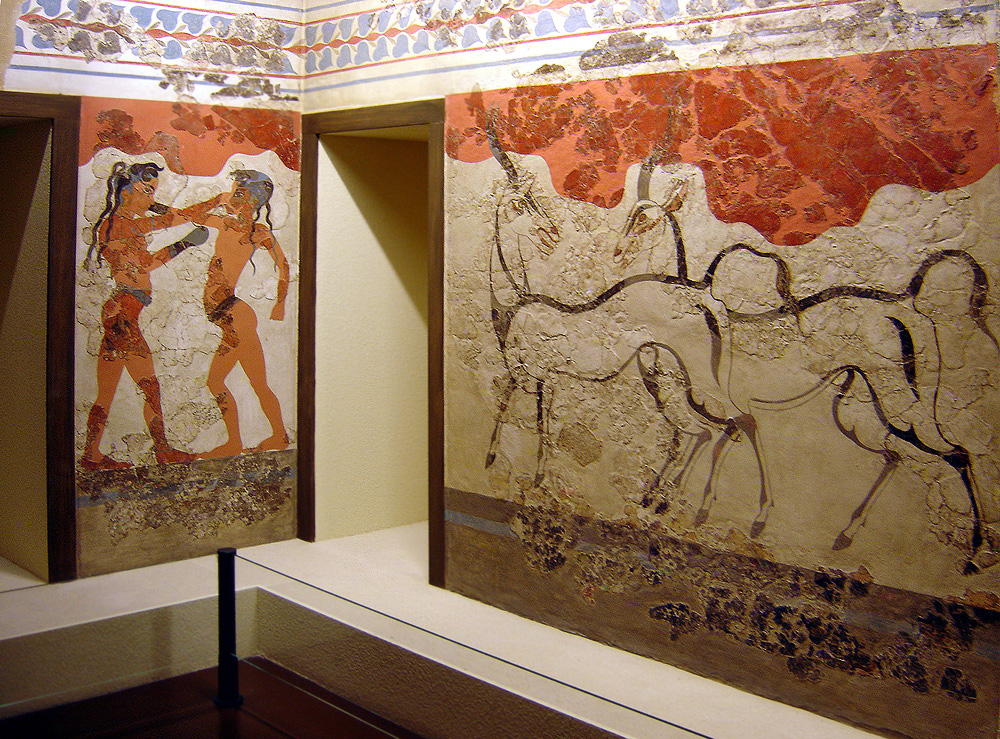
Les « boxeurs » et les « antilopes », murs sud et ouest.
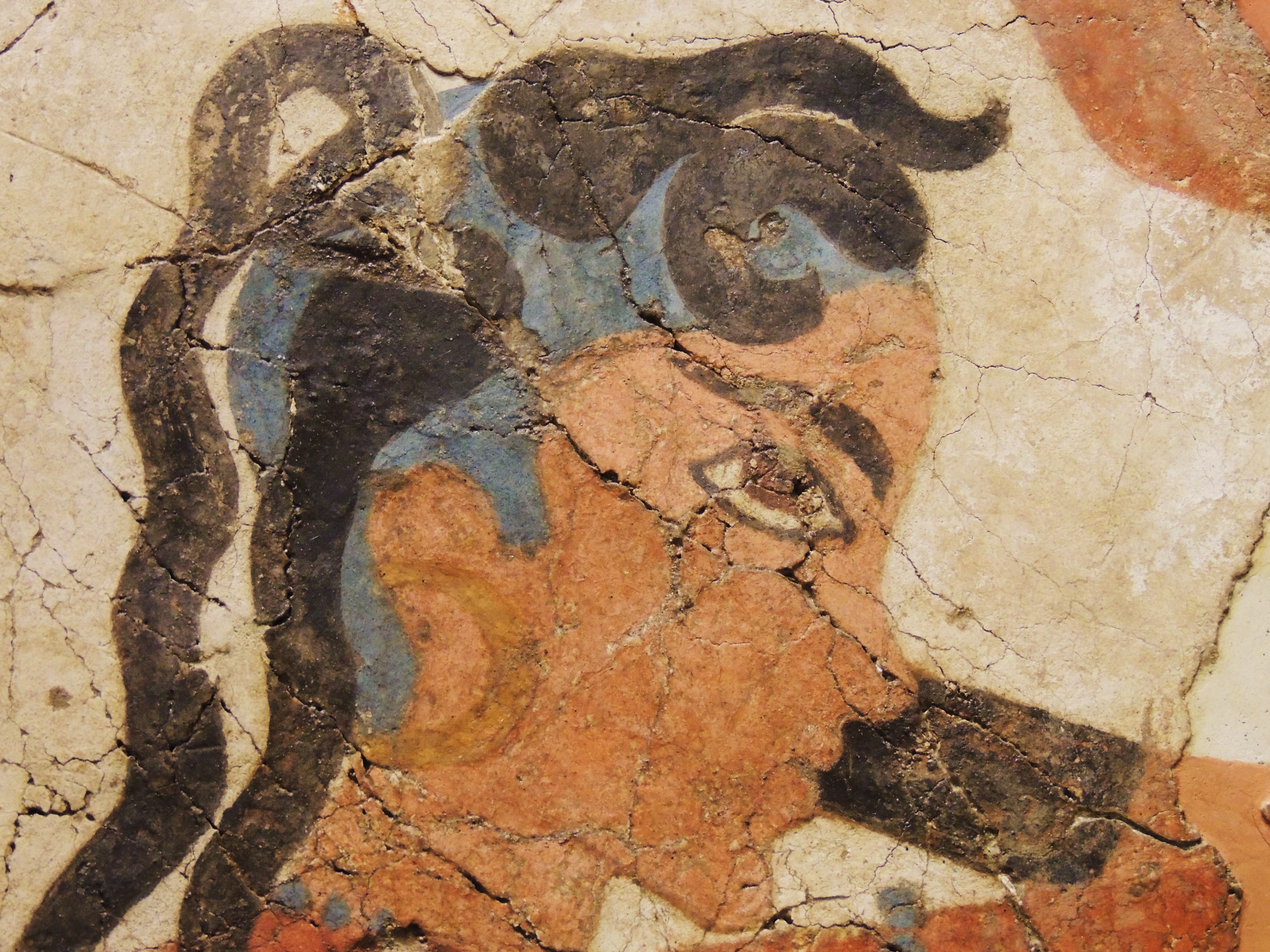
Détail

| Objet | Description           | Origine et datation                        |
| ----- | --------------------- | ------------------------------------------ |
|       | Fresque des antilopes | Akrotiri (Santorin), XVIe siècle av. J.-C. |
|       | Fresque des boxeurs   | Akrotiri (Santorin), XVIe siècle av. J.-C. |

## Sources, références
1. ↑  Semni Karouzou, Guide illustré du musée national archéologique d'Athènes, Ekdotikè Athènôn, Athènes, 1978, p. 159 et 164.
2. ↑  "Τοιχογραφία των "Πυγμάχων"", Ιστοσελίδα Υπουργείου Πολιτισμού
3. ↑  Spyridon Marinatos, Trésors de Théra (Θησαυροί της Θήρας), Έκδοση Εμπορικής Τράπεζας της Ελλάδος, Athènes, 1972.